# Corsley Edwards
Corsley Edwards II (Baltimora, 5 marzo 1979) è un ex cestista e allenatore di pallacanestro statunitense, professionista nella NBA, in Europa e in Asia.

## Carriera
È stato selezionato dai Sacramento Kings al secondo giro del Draft NBA 2002 (58ª scelta assoluta).

## Palmarès

### Squadra
- Campione CBA (2005)
- Coppa di Bosnia ed Erzegovina: 1

Igokea Partizan: 2013

### Individuale
- USBL Rookie of the Year (2002)
- USBL All-Rookie Team (2002)
- CBA Playoff MVP (2005)
- CBA All-Rookie First Team (2003)